# Farby mineralne
Farby mineralne – są to materiały malarskie zawierające spoiwa mineralne. W przypadku farb rozróżnia się dwa istotne spoiwa mineralne: wapno i krzemiany.
Podczas gdy spoiwa wapienne ulegają karbonatyzacji (tworzenie węglanów) w reakcji z dwutlenkiem węgla i wodą, spoiwa krzemianowe (z reguły krzemian wapnia albo szkło wodne potasowe, czyli inaczej płynny krzemian potasowy) wiążą pod wpływem CO2, tworząc w kontakcie z mineralnymi reagentami wodziany krzemianu wapnia.
Ze względu na to, że powłoki wapienne (z zastrzeżeniem techniki freskowej) mają ograniczoną odporność na warunki atmosferyczne, stosuje się je obecnie raczej tylko w konserwacji obiektów zabytkowych. Gdy mówi się dziś o farbach mineralnych, ma się z reguły na myśli farby krzemianowe. Są to materiały malarskie, w których jako spoiwo wykorzystuje się szkło wodne potasowe (płynny krzemian potasowy). Są też nazywane farbami krzemianowymi albo, od nazwiska ich wynalazcy, farbami Keima.
Specyficzny skład farb krzemianowych nadaje im specjalne i wyjątkowe właściwości. Mineralno-krzemianowe powłoki malarskie uznaje się za bardzo trwałe i odporne na warunki atmosferyczne. Ich trwałość znacznie przekracza sto lat. Przykładem może być pokryty w XIX wieku mineralną powłoką malarską ratusz w miejscowości Schwyz w Szwajcarii.

## Historia
W poszukiwaniu "kamienia mądrości" (mającego służyć wytwarzania złota) alchemicy odkrywali w paleniskach połyskliwe perły. Okazało się, że piasek topi się w wysokich temperaturach w połączeniu z potażem, tworząc szkło. Wykonano pierwsze małe, okrągłe szyby ze szkła wodnego których użyto w oknach. Produkcja szkła wodnego na skalę przemysłową zaczęła się w XIX wieku w zakładach Van Baerle w Gernsheim i Johanna Gottfrieda Dinglera w Augsburgu. Pierwsze próby sporządzenia farb zawierających szkło wodne podejmował Johann Nepomuk von Fuchs. Około roku 1850 malarze Kaulbach i Schlotthauer pomalowali fasadę monachijskiej Pinakoteki. Wskutek użycia pigmentów niezdolnych do sylifikacji (pigmentów ziemnych) malowidła zostały jednak wypłukane ze szkła wodnego.
Farby mineralne zostały opatentowane w roku 1878 przez rzemieślnika-badacza Adolfa Wilhelma Keima i są do dziś wytwarzane przez stworzone przez niego przedsiębiorstwo Keimfarben w niemieckim Diedorf koło Augsburgu.
Także V. van Baerle, od którego Keim był zależny jako od dostawcy szkła wodnego, sam podejmował próby wytwarzania farb krzemianowych. Jego eksperymenty dojrzewały latami, również on uzyskał ostatecznie dobre wyniki. Zakłady van Baerle w Gersheim am Rhein i firma Keimfarben w Diedorf koło Augsburgu stały się znanymi producentami tych farb.
Impuls do podjęcia intensywnych prac badawczych przez Adolfa Wilhelma Keima zapewnił król Bawarii Ludwik I. Ten posiadający wyrobiony zmysł artystyczny monarcha był do tego stopnia zachwycony barwnymi wapiennymi freskami północnych Włoch, że chciał cieszyć się takimi dziełami równiej w swoim królestwie, Bawarii. Pogoda na północ od Alp, znacznie surowsza niż we Włoszech, szybko jednak niszczyła malowidła. W tej sytuacji bawarscy naukowcy otrzymali zlecenie stworzenia farby mającej wygląd wapna, ale trwalszej.
Oryginalne powłoki malarskie z XIX wieku istnieją do dziś. Niezwykle imponującymi dowodami trwałości farb mineralnych są fasady budynków znajdujących się w Szwajcarii, na przykład gospody "Weißer Adler" w miejscowości Stein am Rhein czy ratusza w Schwyz (1891), w Oslo (1895) lub w Traunstein (1891).

## Właściwości
Farby mineralne zawierają oprócz głównych składników nieorganicznych także krzemian metalu alkalicznego, w tym wypadku potasu (szkło wodne), nazywany też szkłem wodnym potasowym, płynnym krzemianem potasowym czy po łacinie LIQUOR SILICIUM. Powłoka z farby mineralnej nie tworzy oddzielnej warstwy, tak jak inne powłoki malarskie, lecz wiąże się nierozerwalnie z podłożem (sylifikacja).
Wynikiem tego procesu jest niezwykle trwałe połączenie powłoki malarskiej z podłożem. Szkło wodne jako spoiwo jest poza tym niezwykle odporne na działanie promieniowania UV. Podczas gdy spoiwa organiczne, takie jak zawiesiny akrylowe czy żywic silikonowych, pod wpływem promieniowania UV kruszeją oraz wykazują tendencję do kredowania i pękania powodującego ostatecznie uszkodzenie powłoki, szkło wodne jako spoiwo nieorganiczne zachowuje stabilność. Chemiczne połączenie z podłożem i odporność spoiwa na promieniowanie UV to najważniejsze powody wyjątkowej trwałości farb krzemianowych.
Warunkiem związania farby krzemianowej jest podłoże zawierające krzem. Jako podkłady dobrze nadają się podłoża mineralne, takie jak tynki mineralne i beton. Na drewnie i metalu farb mineralnych nie można stosować, albo można je stosować tylko w ograniczonym zakresie. Przepuszczalność pary wodnej (dyfuzyjność) farb krzemianowych jest tak wysoka, że właściwie nie wpływa ona na zmianę dyfuzyjności podłoża. Oznacza to, że farby krzemianowe praktycznie nie utrudniają dyfuzji pary wodnej. Wilgoć zawarta w bryle budynku i/lub tynku może więc bez przeszkód przenikać do atmosfery. Zapewnia to suchość ścian i pozwala unikać uszkodzeń budynków. Poza tym eliminowana jest kondensacja pary wodnej na powierzchni materiału budowlanego. To z kolei redukuje ryzyko ataku alg i grzybów. Wysoka zasadowość szkła wodnego jako spoiwa stanowi dodatkowe zabezpieczenie przed mikroorganizmami i umożliwia całkowitą rezygnację ze środków konserwujących.
Powłoka trudniej się brudzi, ponieważ powierzchnie pokryte farbami mineralnymi w przeciwieństwie do powłok dyspersyjnych lub wiązanych żywicą silikonową nie gromadzą ładunku statycznego i nie stają się kleiste w wysokich temperaturach (brak termoplastyczności). Dlatego przylega do nich mniej cząsteczek zanieczyszczeń, a ponadto dają się one łatwo zmywać. Farby krzemianowe są niepalne i nie zawierają żadnych składników organicznych ani rozpuszczalników organicznych (DIN 18363 Roboty malarskie i lakiernicze – Powłoki 2.4.1).
Farby krzemianowe wykazują też niebywałą stabilność kolorów. Ze względu na to, że są one barwione wyłącznie przy użyciu pigmentów nieorganicznych, które nie zmieniają koloru nawet pod działaniem promieniowania ultrafioletowego, wykonane z nich powłoki zachowują przez dziesięciolecia niezmienny kolor.
Farby krzemianowe bazują na surowcach mineralnych. Ich produkcja i użytkowanie są nieszkodliwe dla środowiska. Ich wysoka trwałość zapewnia oszczędność zasobów, a pozbawiony szkodliwych substancji skład chroni środowisko i zdrowie ludzi. Właśnie dlatego farby krzemianowe są dziś bardzo chętnie stosowane szczególnie w "budownictwie zrównoważonym".

## Rodzaje
Zasadniczo rozróżnia się dzisiaj trzy rodzaje farb krzemianowych:
1.  czysta farba krzemianowa składa się z dwóch komponentów: suchego lub wstępnie wymieszanego z wodą barwnego składnika proszkowego oraz szkła wodnego jako płynnego spoiwa (DIN 18363 Roboty malarskie i lakiernicze – Powłoki 2.4.1). Ich nanoszenie wymaga dużego doświadczenia i wiedzy fachowej. Stosuje się je głównie na budynkach historycznych.
2. W połowie XX wieku została stworzona pierwsza jednokomponentowa farba krzemianowa. Dzięki domieszce do 5 procent masowych dodatków organicznych (np. zawiesiny akrylowej, środka hydrofobizującego, zagęszczacza itp.) można oferować gotowe do użycia farby w pojemnikach. Mówi się w tym przypadku o tzw. „farbach dyspersyjno-krzemianowych“ (DIN 18363 Roboty malarskie i lakiernicze – Powłoki 2.4.1). Takie farby mają znacznie szerszy zakres zastosowań niż czyste farby krzemianowe, ponieważ można nimi też pokrywać podłoża o mniejszej wytrzymałości i/lub zawierające substancje organiczne. Także ich nanoszenie jest prostsze niż czystych farb krzemianowych.
3. Od roku 2002 istnieje trzecia kategoria farb krzemianowych, tzw. farby zolowo-krzemianowe. Zawierają one jako spoiwo połączenie zolu krzemionkowego ze szkłem wodnym. Udział składnika organicznego jest ograniczony, podobnie jak w przypadku farby dyspersyjno-krzemianowej, do 5 procent masowych w celu zapewnienia wiązania chemicznego i typowej dla krzemianów wytrzymałości. Farba zolowo-krzemianowa umożliwia też powlekanie tynków niemineralnych. Występuje w tym przypadku wiązanie chemiczno-fizyczne. Farba zolowo-krzemianowa zrewolucjonizowała zakres zastosowań farb krzemianowych. Farbę tę można łatwo i niezawodnie nanosić na praktycznie wszystkie typowe podłoża budowlane ścian i sufitów.